# Malaunay
Malaunay är en kommun i departementet Seine-Maritime i regionen Normandie i norra Frankrike. Kommunen ligger i kantonen Notre-Dame-de-Bondeville som tillhör arrondissementet Rouen. År 2022 hade Malaunay 6 125 invånare.

## Befolkningsutveckling
Antalet invånare i kommunen Malaunay
| Referens: INSEE |